# Chicola
Chicola är en ort i Mexiko.   Den ligger i kommunen Mariano Escobedo och delstaten Veracruz, i den sydöstra delen av landet, 220 km öster om huvudstaden Mexico City. Chicola ligger 1 395 meter över havet och antalet invånare är 2 338.
Terrängen runt Chicola är kuperad åt sydost, men åt nordväst är den bergig. Runt Chicola är det mycket tätbefolkat, med 1 361 invånare per kvadratkilometer. Närmaste större samhälle är Córdoba, 19,3 km öster om Chicola. Trakten runt Chicola består till största delen av jordbruksmark.